# 霍爾迪延基夫齊

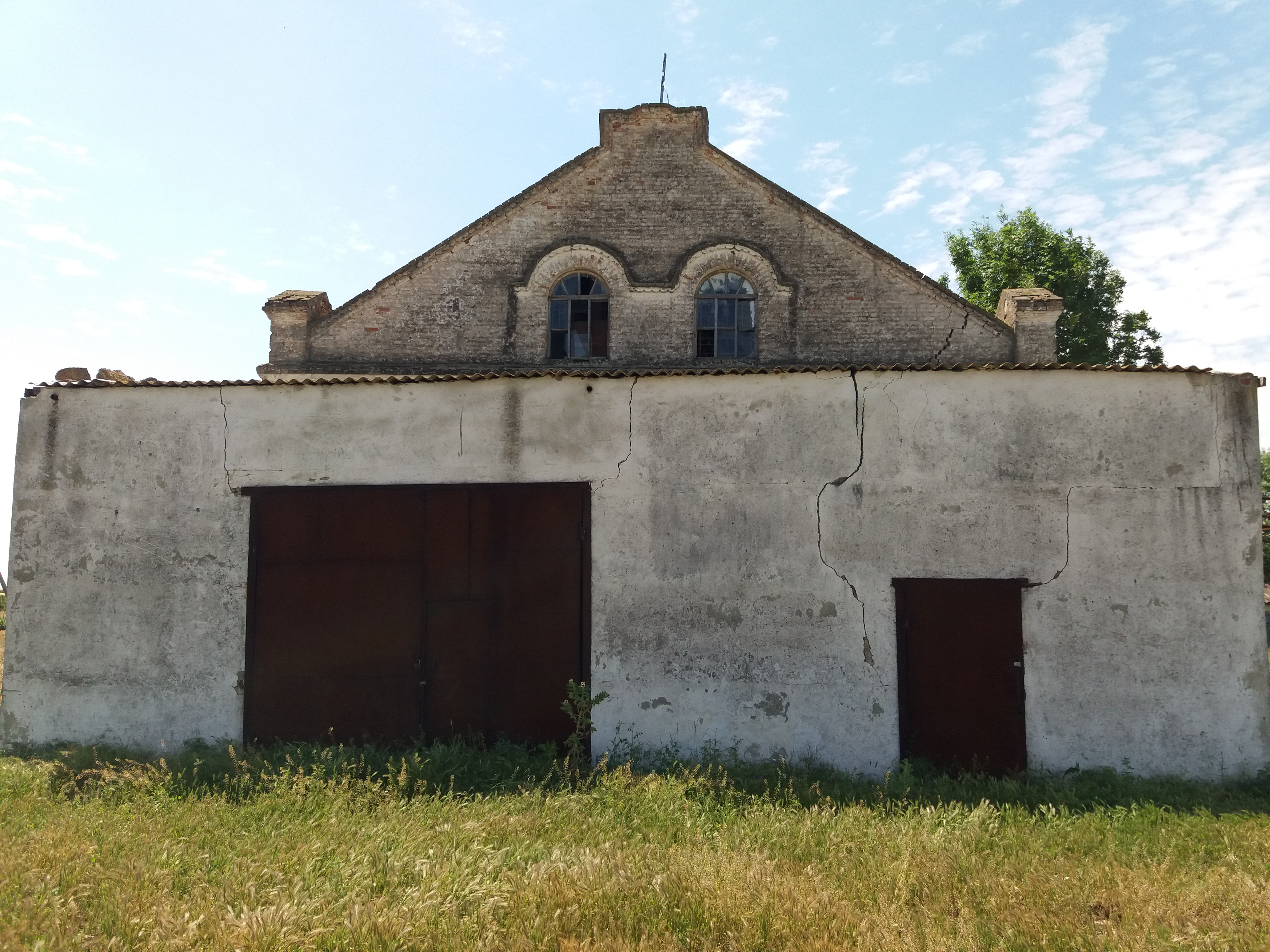
蒸汽磨坊

46°21′57″N 34°48′31″E / 46.36583°N 34.80861°E
霍爾迪延基夫齊（烏克蘭語：Гордієнківці）是位於烏克蘭南部的村莊，由赫爾松州海尼切斯克區的海尼切斯克市镇負責管轄。該村面積22.1平方公里，海拔高度24米，2001年人口141，人口密度每平方公里6.4人。